# Qualifizierter institutioneller Investor
Qualifizierte institutionelle Investoren (engl. qualified institutional buyer, QIB) gehören als besondere Gruppe der institutionellen Anleger zu den Finanzinvestoren, die aufgrund ihrer Größe und/oder Qualifikation von bestimmten Marktregulierungsvorschriften befreit sind.

## Hintergründe
Zum Schutz der Anleger haben weltweit viele Gesetzgeber Regelungen erlassen, die den Umgang mit verschiedenen Anlegertypen regeln. Dazu gehören insbesondere Informationspflichten der Aktiengesellschaften, Management und vermittelnde Finanzinstitutionen und -berater zur Offenlegung bestimmter Mindestinformationen verpflichten.

## Rechtliche Regelung in den USA
In den USA werden QIB durch die United States Securities and Exchange Commission aufgrund der „Rule 144A“ des US-Börsengesetzes festgelegt.
Als qualifizierte institutionelle Investoren gelten demnach im Wesentlichen:
- alle juristischen Personen, die über ein Wertpapierdepot von mindestens 100 Mio. US$ verfügen oder ein solches verwalten (bei Banken ist noch ein geprüfter Nettowert von 25 Mio. US$ gemäß dem letzten Jahresabschluss notwendig)
- bei der SEC registrierte Börsenhändler, die für eigene Rechnung oder für Rechnung anderer QIBs ein Wertpapierdepot von mindestens 10 Mio. US$ verwalten, sowie
- Personen, die im Interesse eines QIBs im Rahmen eines Kaufes des Auftraggebers agieren, für den ein simultaner Kompensationsverkauf an einen anderen QIB erfolgt.

In die jeweiligen Grenzwerte nicht mit eingerechnet werden Aktien einer Tochtergesellschaft des Anlegers die unverkaufte Anteile oder Anteile aus einem öffentlichen Angebot, in dem der Börsenhändler mit Unterzeichner war.
Verantwortlich für die Sicherstellung der Erfüllung der geforderten Mindestkriterien ist die Gegenpartei des Investors, also zum Beispiel der Verkäufer von Wertpapieren. Als hinlänglich aktuell sind dabei Werte anzusehen, welche aus einer Bilanz nicht älter als 16 Monate stammen. Bei Bilanzen, die älter sind als sechs Monate, ist die Gewinn- und Verlustrechnung (die nicht älter als sechs Monate sein darf) mit heranzuziehen, sowie ein max. 12 Monate alter Unternehmensbericht oder – bei ausländischen Emittenten – die nach dem Heimatrecht notwendigen Informationen.

## Weitere Länder
In Indien und China bestehen ebenfalls nationale Regelungen bezüglich „Qualifizierter institutioneller Investoren“.
In Frankreich wurden im November 2004 gesetzliche Regelungen zu qualifizierten institutionellen Investoren erlassen. Diese bestimmen, dass in der Regel nur QIBs, die im Wesentlichen besonders fachlich qualifiziert sind, sowie wohlhabende Privatkunden, die aufgrund der Ansammlung ihres Vermögens nicht so schutzbedürftig wie Kleinanleger sind, in Hedgefonds investieren dürfen.